# Euglenozoa
Euglenozoa o euglenozoos es un gran grupo de protistas flagelados que incluye varias formas de vida libre así como unos pocos parásitos, algunos de los cuales producen muy graves enfermedades en los seres humanos. La mayoría de estos organismos se alimentan ingiriendo organismos más pequeños, típicamente bacterias, o por absorción, pero algunos son fotosintéticos, pues presentan cloroplastos. Entre los patógenos para los seres humanos destacan los Trypanosoma, que causan la enfermedad del sueño y la enfermedad de Chagas. La mayoría de los euglenozoos son pequeños, alrededor de 15-40 µm de tamaño, si bien muchos euglenoideos alcanzan los 500 µm de largo. El grupo comprende unas 1520 especies conocidas.

## Características

Morfología de un euglenozoo: 1-núcleo, 2-cloroplasto, 3-gránulos de reserva, 4-vacuola contráctil, 5-cinetosoma, 6-ampolla apical, 7-flagelo corto, 8-sensor de luz, 9-mancha ocular (estigma), 10-flagelo principal.

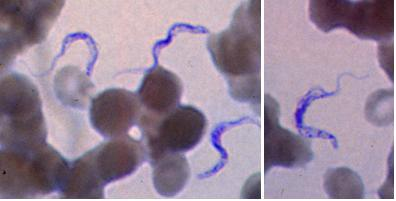
Trypanosoma (un kinetoplástido) entre glóbulos rojos.

La mayoría de los euglenozoos poseen dos flagelos, usualmente uno orientado hacia adelante y el otro hacia atrás, que se insertan paralelos uno al otro en un bolsillo apical o subapical. En muchas formas hay un citostoma asociado que utilizan para ingerir bacterias o pequeños organismos. Está sostenido por uno de los tres conjuntos de microtúbulos que surgen desde las bases flagelares; los otros dos sostienen las superficies celulares dorsal y ventral, y en los euglenoideos sostienen bandas proteicas que forman la película que se ubica por debajo de la membrana celular. Estos son característicos del grupo, junto con otras numerosas peculiaridades ultraestructurales, siendo la más notable la presencia de una varilla paraxial en cada flagelo.
La mayoría de estos organismos se alimentan ingiriendo organismos más pequeños, típicamente bacterias, o por absorción. Algunos euglenoideos, sin embargo, poseen cloroplastos y por ende generan energía mediante fotosíntesis. Estos suelen haber perdido el citostoma y usualmente presentan otras adaptaciones a una vida autotrófica, tales como manchas oculares sensibles a la luz. Los cloroplastos están contenidos en tres membranas y están pigmentados con clorofilas a y b, similarmente a los de las plantas, sugiriendo que fueron adquiridos a partir la incorporación de algún alga verde.
Todos los euglenozoos poseen mitocondrias con crestas discoidales, que en los kinetoplástidos poseen característicamente un gránulo o cinetoplasto que contiene ADN, asociado con las bases flagelares. No se han encontrado ejemplos de reproducción sexual dentro del grupo. La reproducción es exclusivamente mediante división celular, característicamente con mitosis cerrada, involucrando un huso interno.

## Clasificación
El carácter monofilético de Euglenozoa es generalmente aceptado, y se cree que están relacionados con Percolozoa, pues ambos comparten la característica de presentar mitocondrias con crestas discoidales, que sólo se presenta en unos pocos grupos,  y otros flagelados excavados.
Los principales grupos de euglenozoos son los euglenoideos y kinetoplástidos. Sobre la base de características microestructurales, dos pequeños grupos han sido también incluidos, Diplonemea y Postgaardea.

### Euglenoidea
Los euglenoideos encuentran principalmente en agua dulce, especialmente cuando es rica en materia orgánica. Sólo unos pocos habitan aguas marinas o son endosimbiontes. La mayoría poseen cloroplastos y son fotosintéticos, mientras que otros se alimentan por fagocitosis o por pinocitosis.

### Kinetoplastea
Los kinetoplástidos incluyen a varios parásitos responsables de graves enfermedades en seres humanos y otros animales, además de varias especies encontradas en el suelo y en ambientes acuáticos. Destacan los trypanosomas, que causan la enfermedad del sueño y la enfermedad de Chagas. También pertenecen a este grupo protozoarios del género Leishmania, agentes etiológicos de las leishmaniasis cutánea y visceral. La mayoría disponen de un flagelo anterior y otro posterior, pudiendo estar el segundo unido o no al lateral de la célula, usándolo a menudo para su fijación en superficies.

### Diplonemea
Diplonemea es un pequeño grupo de protistas flagelados en su mayoría fagotrofos de vida libre, aunque algunos son parásitos facultativos. Son especialmente frecuentes en los hábitats marinos donde consumen detritus, algas y otras partículas de tamaño moderado.

### Postgaardea
Postgaardea o Symbiontida es un pequeño grupo de protistas flagelados de vida libre que vive en ambientes bajos en oxígeno y han desarrollado nuevas características morfológicas y fisiológicas para facilitar relaciones simbióticas con bacterias y otros organismos para la adquición de nutrientes.

## Filogenia
Las relaciones aún no están consensuadas. Aproximadamente pueden ser las siguientes:

|  | Symbiontida                                                    |
|  |                                                                |
|  | \| \| Diplonemida \| \| \| \| \| \| Kinetoplastida \| \| \| \| |
|  |                                                                |
|  | Diplonemida                                                    |
|  |                                                                |
|  | Kinetoplastida                                                 |
|  |                                                                |

|  | Diplonemida    |
|  |                |
|  | Kinetoplastida |
|  |                |

|  | Symbiontida                                                    |
|  |                                                                |
|  | \| \| Diplonemida \| \| \| \| \| \| Kinetoplastida \| \| \| \| |
|  |                                                                |
|  | Diplonemida                                                    |
|  |                                                                |
|  | Kinetoplastida                                                 |
|  |                                                                |

|  | Diplonemida    |
|  |                |
|  | Kinetoplastida |
|  |                |

Otros estudios presentan la siguiente filogeniaː

|  | \| \| Euglenida (P) \| \| \| \| \| \| Symbiontida \| \| \| \| |
|  |                                                               |
|  | Diplonemida                                                   |
|  |                                                               |
|  | Euglenida (P)                                                 |
|  |                                                               |
|  | Symbiontida                                                   |
|  |                                                               |

|  | Euglenida (P) |
|  |               |
|  | Symbiontida   |
|  |               |

|  | \| \| Euglenida (P) \| \| \| \| \| \| Symbiontida \| \| \| \| |
|  |                                                               |
|  | Diplonemida                                                   |
|  |                                                               |
|  | Euglenida (P)                                                 |
|  |                                                               |
|  | Symbiontida                                                   |
|  |                                                               |

|  | Euglenida (P) |
|  |               |
|  | Symbiontida   |
|  |               |

Por otro lado, estudios del ADNr 18S han dado el siguiente resultado:

|  | Euglenida   |
|  |             |
|  | Symbiontida |
|  |             |

|  | Diplonemida    |
|  |                |
|  | Kinetoplastida |
|  |                |

|  | Euglenida   |
|  |             |
|  | Symbiontida |
|  |             |

|  | Diplonemida    |
|  |                |
|  | Kinetoplastida |
|  |                |

En este caso, el clado Glycomonada implicaría incluir heterótrofos con glicosomas y ancestralmente fagótrofos.

## Galería

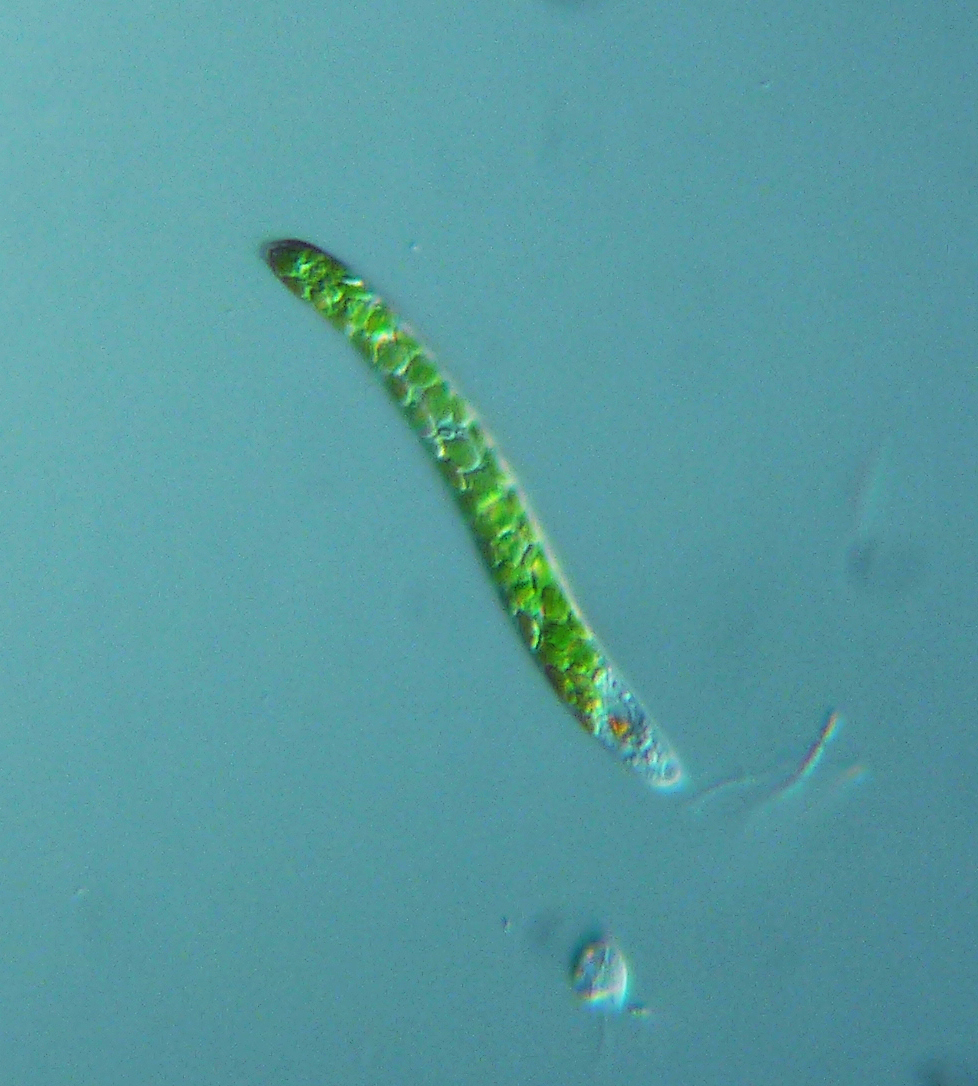
Euglena mutabilis (Euglenoidea)
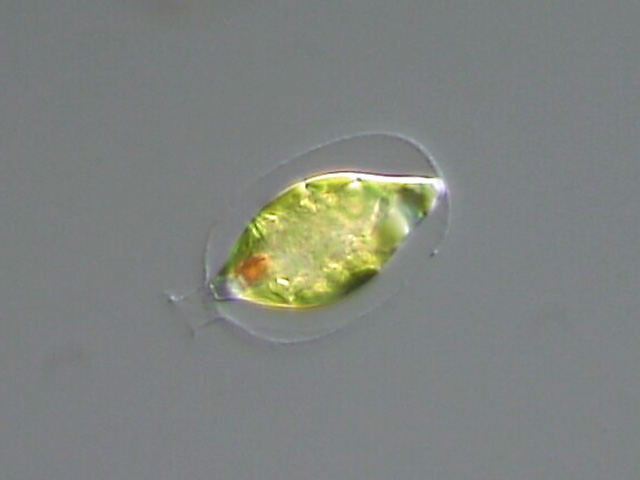
Trachelomonas (Euglenoidea)
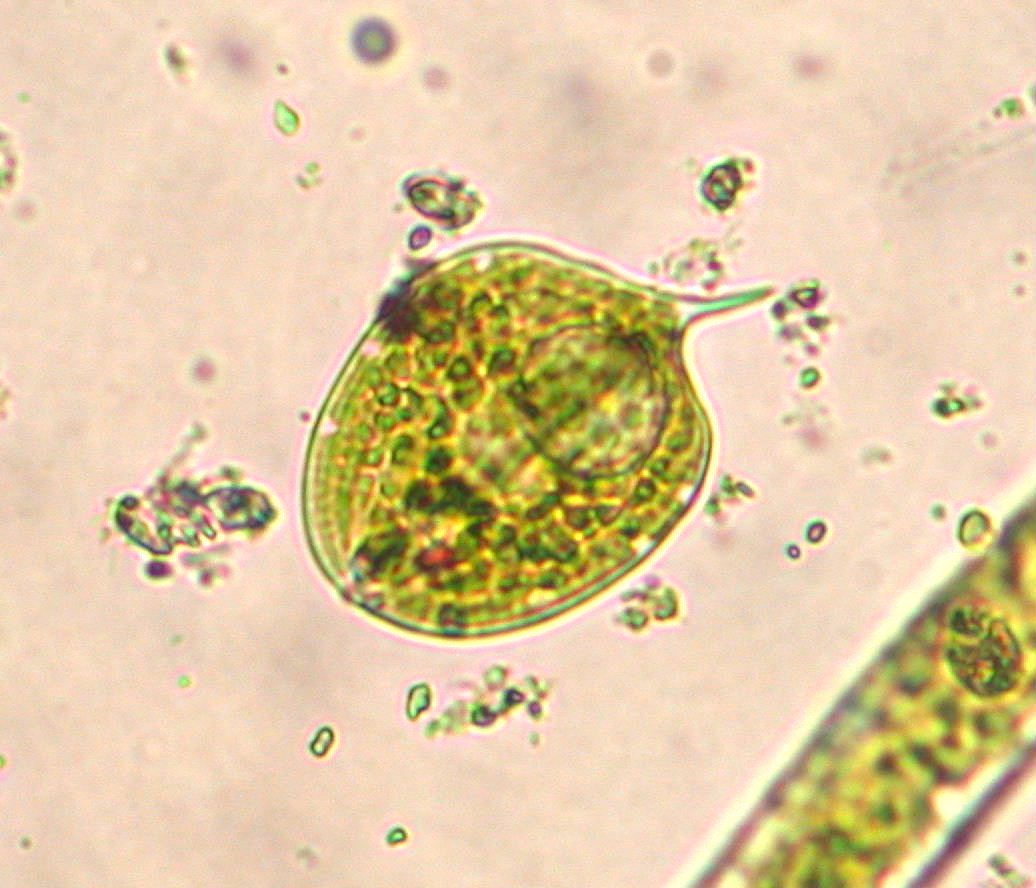
Phacus (Euglenoidea)
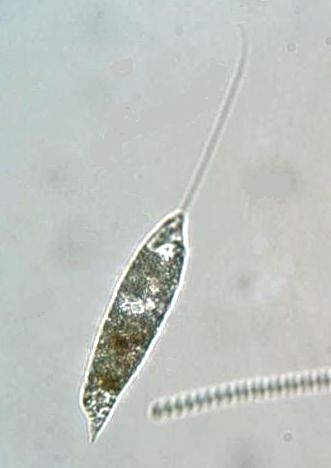
Peranema (Euglenoidea)
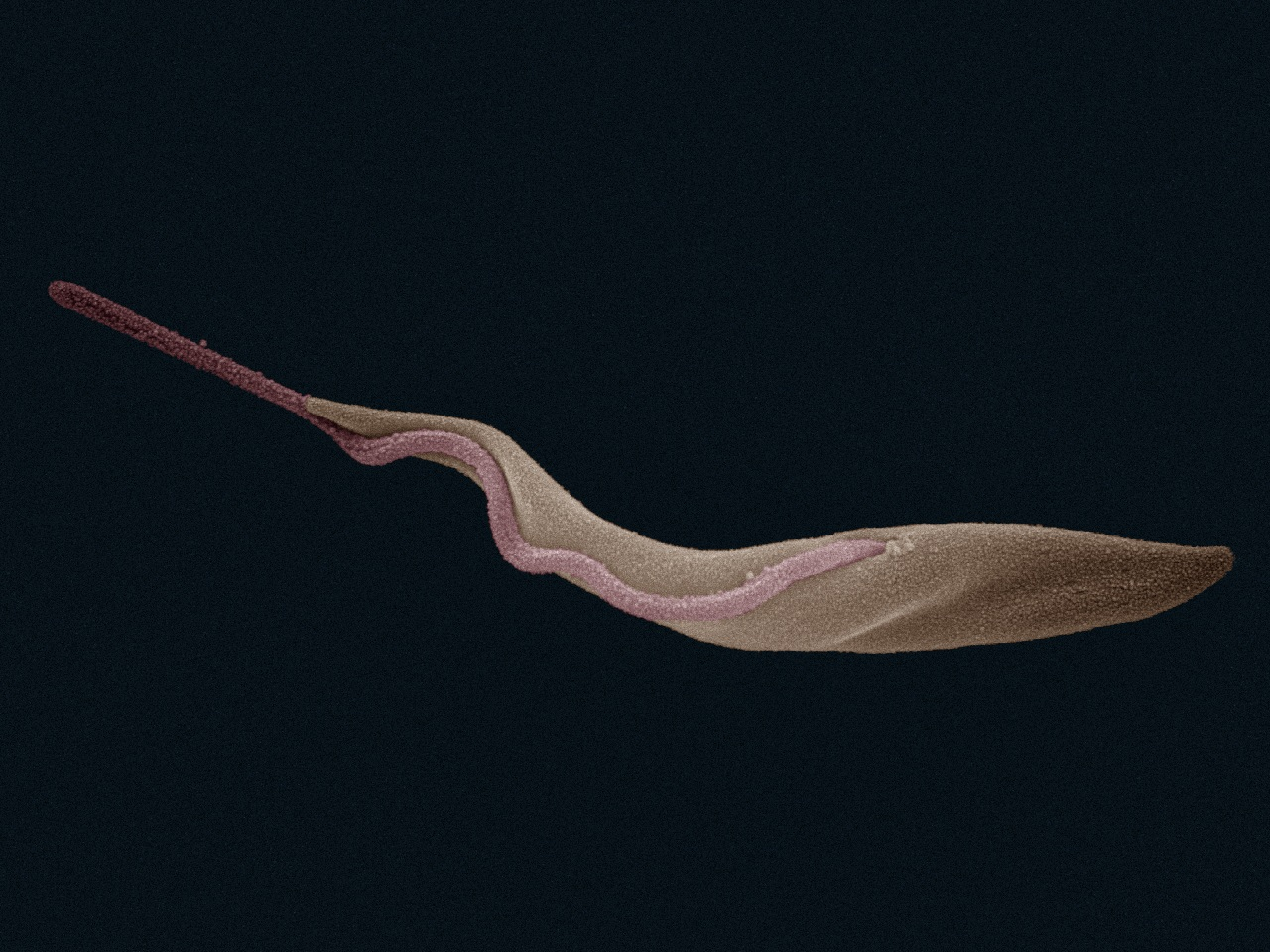
Trypanosoma brucei (Kinetoplastea)
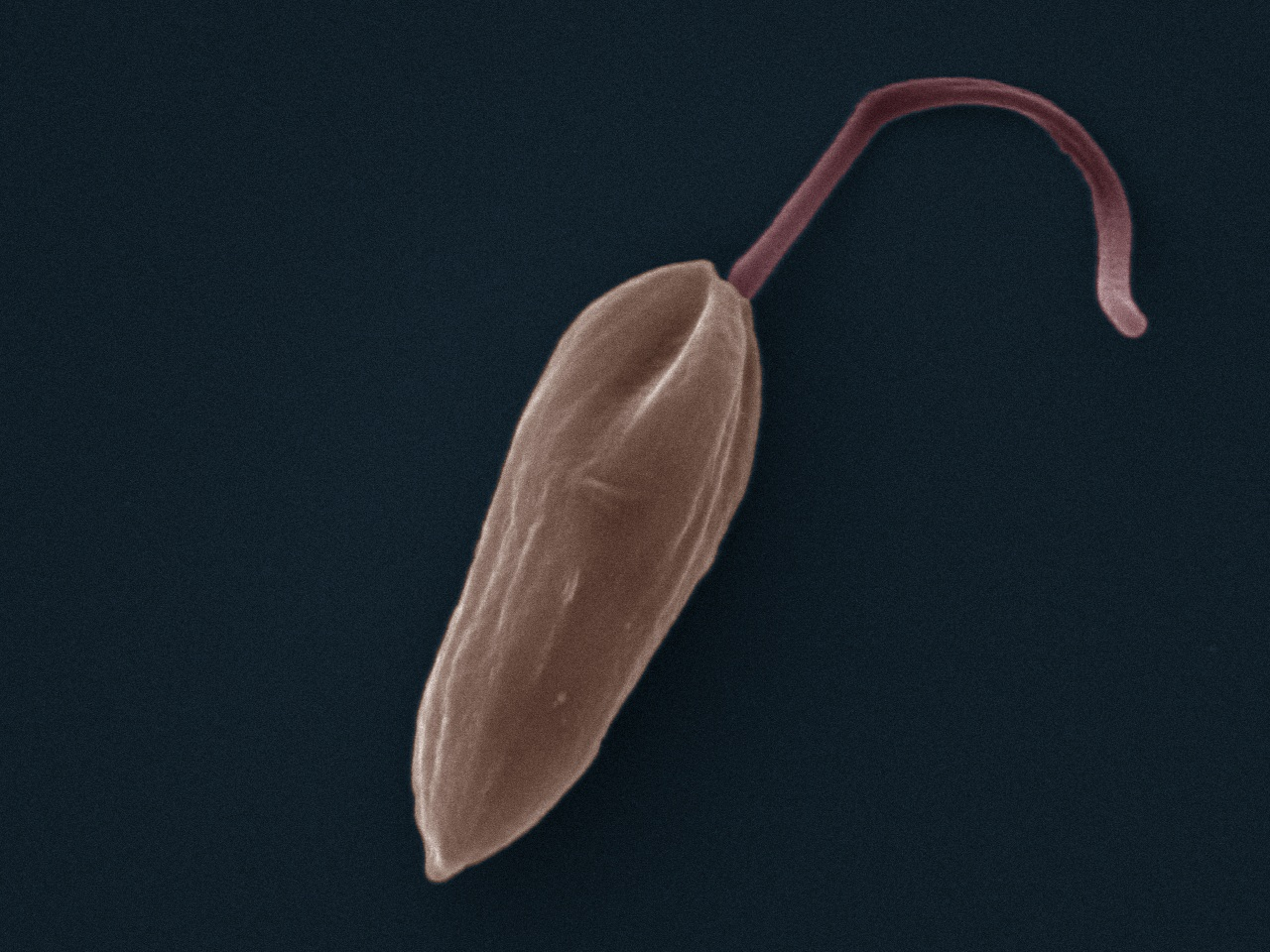
Leishmania mexicana (Kinetoplastea)
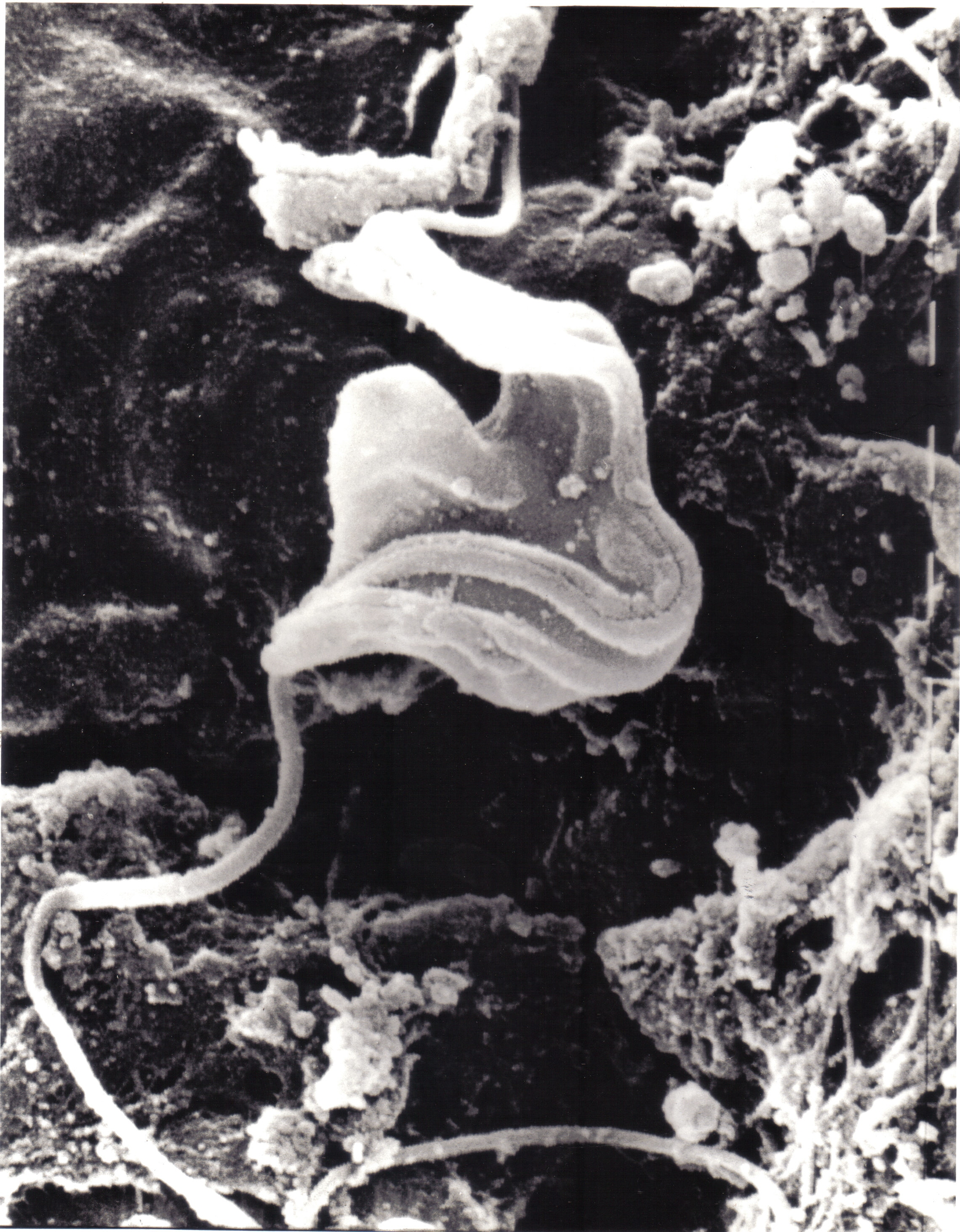
Cryptobia helicis  (Kinetoplastea)
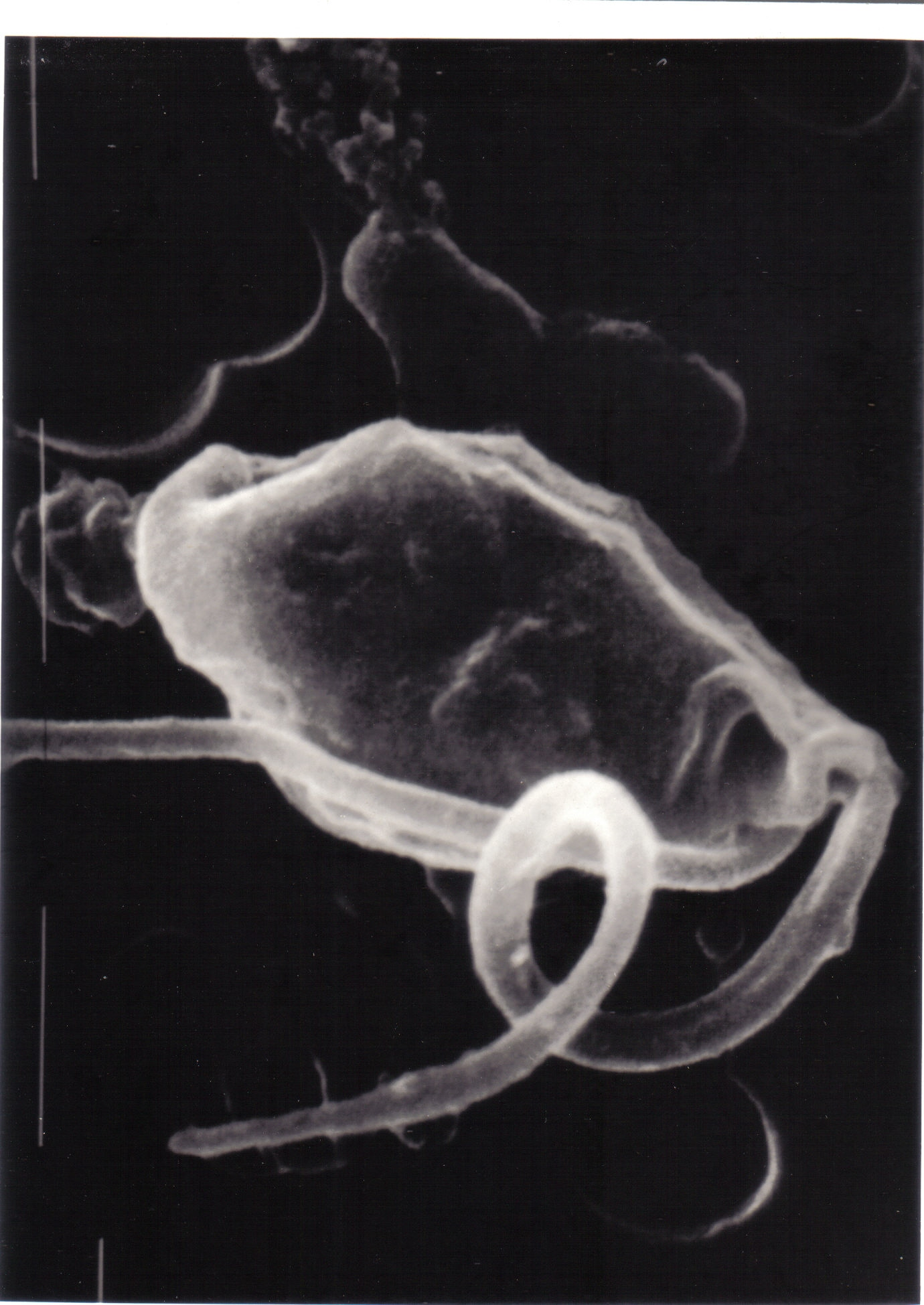
Procryptobia glutinosa (Kinetoplastea)
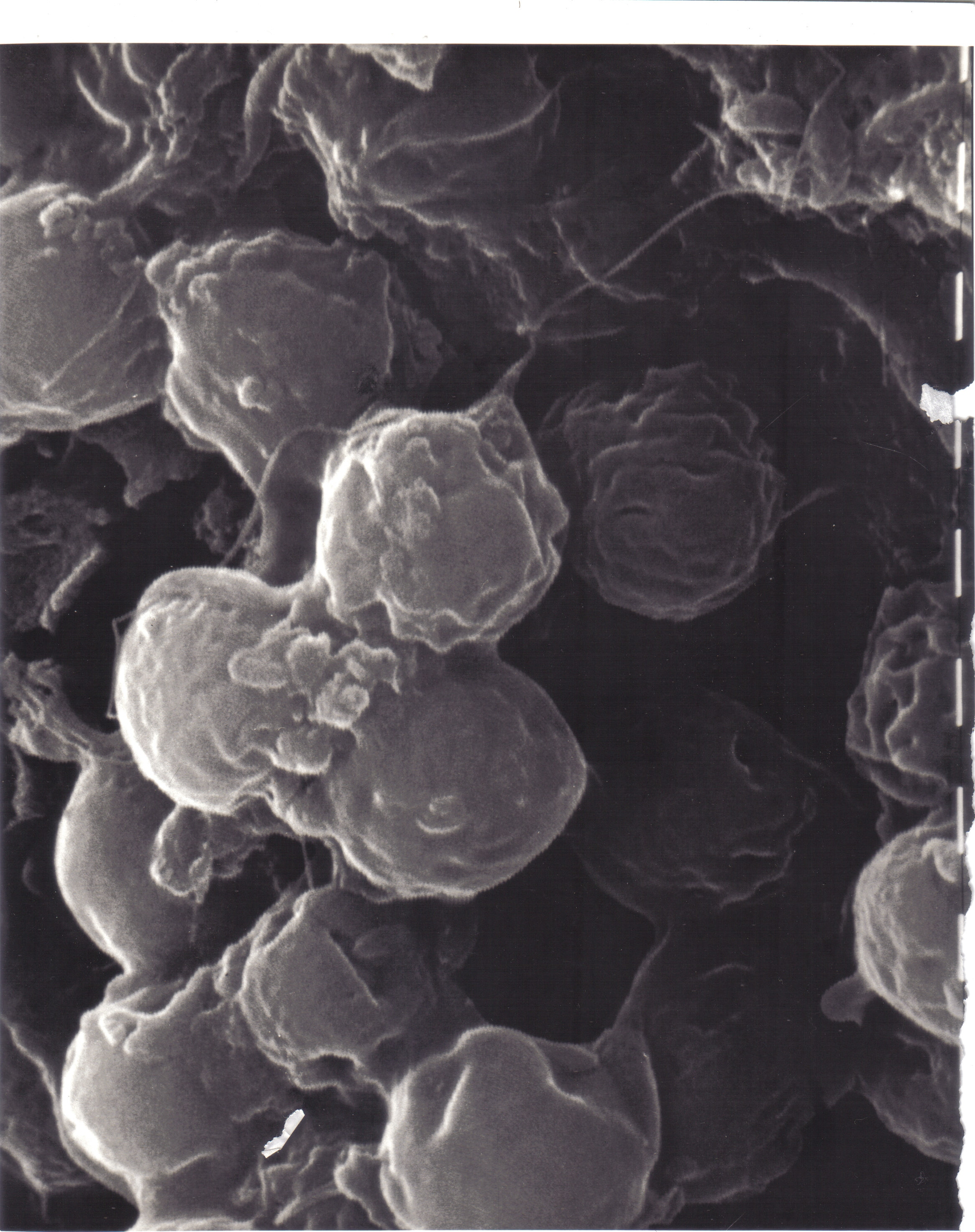
Quistes de Bodo caudatus (Kinetoplastea)
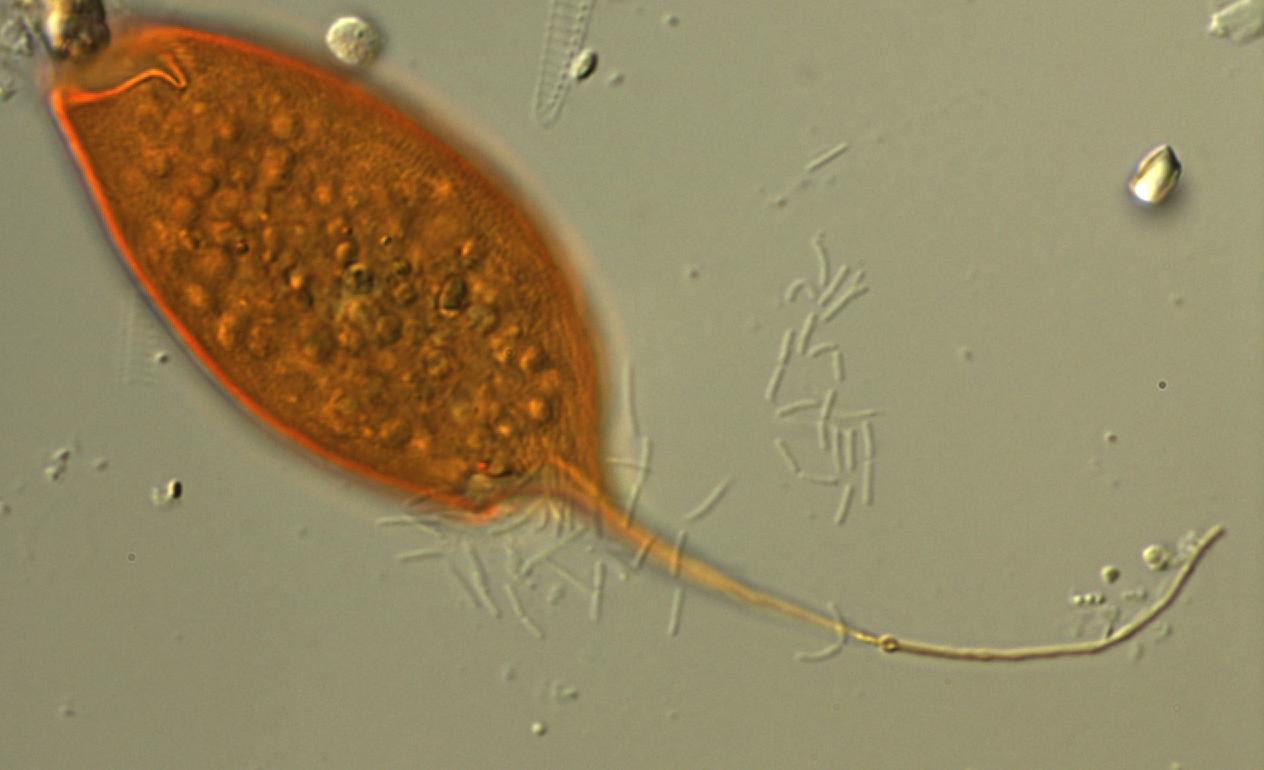
Calkinsia aureus (Postgaardea)